# Wolfgang Mohnike
Wolfgang Mohnike (* 24. April 1949 in Greifswald) ist ein deutscher Internist und Nuklearmediziner. 
Mohnike studierte von 1967 bis 1973 Medizin an der Universität Greifswald, 1974 promovierte er. Nach einer einjährigen Tätigkeit am Zentralinstitut für Diabetes in Karlsburg bei Greifswald wechselte er an die zweite medizinische Klinik der Charité Berlin, wo er seine Facharztausbildung innere Medizin 1979 abschloss. 1980 habilitierte er sich an der Humboldt-Universität Berlin mit der Dissertation zum Thema „Untersuchungen zur Leistungsfähigkeit der Xenon-133-Muskelclearancemethode bei Hypertonie, im therapiefreien Intervall und unter blutdrucksenkender Behandlung.“ Seit 1980 war er am Zentralinstitut für Herz-Kreislaufforschung in Berlin-Buch mit der Leitung einer Abteilung für Nuklearmedizin sowie als klinischer Oberarzt tätig. 1986 wurde er Facharzt für Nuklearmedizin, eine Professur folgte 1987.
1990 gründete Mohnike mit seinem Kollegen Jürgen Schmidt eine nuklearmedizinische Praxis unter dem Namen Diagnostisch Therapeutisches Zentrum (DTZ) am Frankfurter Tor in Berlin. Schwerpunkte der Tätigkeit sind die Positronen-Emissions-Tomographie (PET) und deren Kombination mit der Computertomographie (CT), PET-CT.
Wolfgang Mohnike ist seit 1990 Mitglied der Deutschen Gesellschaft für Nuklearmedizin, seit 2005 Vorsitzender der PET e. V. und gehört der Ärztekammer Berlin an.

## Werke (Auswahl)
- Wolfgang Mohnike, Gustav Hör: PET/CT-Atlas. Ein interdisziplinärer Leitfaden der onkologischen PET-Diagnostik. Springer, Berlin 2006, ISBN 3-540-31214-5
- Wolfgang Mohnike, Gustav Hör, Heinrich R. Schelbert: "Oncologic and Cardiologic PET/CT-Diagnosis. An Interdisciplinary Atlas and Manual". Springer, 2008, ISBN 978-3-540-74090-2